# 鳴条の戦い
鳴条の戦い（めいじょうのたたかい）は、約紀元前1600年に中国で起こった戦い。湯が鳴条（現在の山西省運城市夏県の西）から軍を起こし、中国最古の王朝である夏に向けて進軍した。結果、夏は滅亡し湯が商(殷)を興した。

## 概要

### 事前の経緯

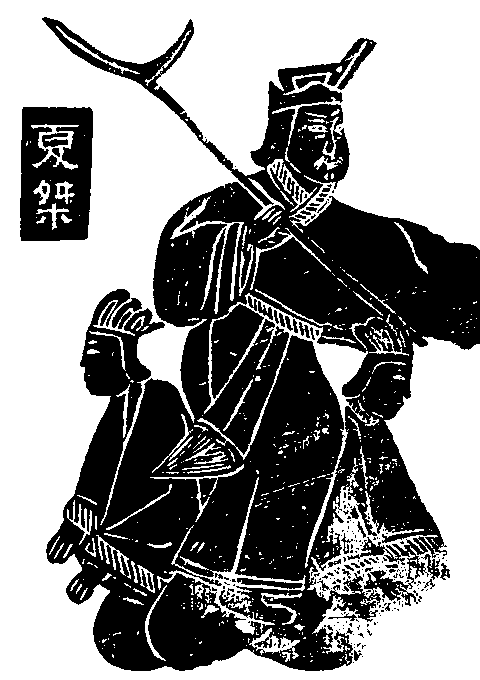
夏の桀。 西暦150年、山東省嘉祥県の神社

夏の王位が桀に渡った際、夏は以前のように強盛ではなくなっていた。桀は普段は不正を働き、また無責任であった。桀は自身の宮殿が素朴すぎると感じ、新たな宮殿の建造を命じた。これには7年もの月日を費やし、数万人もの奴隷を働かせ、また、多額の資金を使い切った。農民は憤慨した。

湯

そうしている間に、黄河の下流の近くにある殷は、近くの諸侯からの支持を得ることに成功していた。彼らの祖先である后稷は、禹の為に働き、殷の領地を与えられた。殷は湯の治世中、農業の発展により、その力を増していた。湯は近くの諸侯と同盟を結び、また、その配下を丁重に扱った。湯は伊尹によっても支えられていた。伊はもともと湯の義父の奴隷であったが、湯が結婚したとき、湯の料理人となった。伊はまた、当時の情勢を分析し単なる料理人ではなく、湯の右腕になった。湯は夏を終わらせる決心をしたが、桀は湯を捕えた。湯は一旦桀に従うことに同意したが、ひそかに夏王朝を転覆する準備をした。最初に、湯はその国民を亳という名の場所に移させた。 亳から夏の首都までの地域は平坦であり、進路をさえぎる丘や川はほとんど無かった。湯は自分の配下にも寛容だったので、彼らの支持を受けていた。ほとんどの貴族が幽霊を信じ、神とその先祖を崇拝することが非常に重要であると信じていた。地理的に殷に近い葛では、定期的に祖先を祭祀せず、湯が犠牲のためにと与えた家畜と羊を食べてしまい、また、動物を送った湯の子供を殺した。 湯はこの国を征服し、さらにいくつかの周辺諸侯を滅ぼした。しかし桀は湯が彼の王位に対する脅威であることを認識していなかった。
いくつかの諸侯が夏に対して反乱を起こし始めたとき、殷の湯はその時が来たと判断し、桀への攻撃を開始した。 湯の反乱を聞いた桀は、顧、韋、昆吾の小さな領土から軍隊を送り込んだ。伊尹は湯に戦いを1年間延期するよう助言し、その後力を蓄えた殷は顧と韋を征服し、昆吾を破った。

### 鳴条の戦い
軍がさらに前進する前に、伊尹は湯に、軍の士気を高める必要があると助言した。湯は、紀元前 1600 年頃に湯軍と桀軍とが鳴条 (現在の山西省運城市夏県）で戦闘に及ぶ前に、歴史的に『湯誓(湯の誓約)』として知られる演説を行った。 湯の将軍と兵士は皆、桀を嫌っていたので、彼らは勇敢に戦った。その一方、殷の力を見た桀の軍隊は、その命令に耳を傾けず、降伏するか、逃亡してしまった。 その結果、殷は戦いに勝利し、殷王朝を樹立した。
戦いに敗れた後、夏の桀は昆吾に避難した。 殷の湯は昆吾を征服した後、桀を南巣（現在の合肥市#安徽省巣湖地区）に亡命させた。 桀は亡くなるまでそこに留まった。 その後、湯は残りの夏軍を排除し、夏の農民を奴隷として使役した。（原文：en:Battle of Mingtiao (22:27, 20 November 2018 UTC)）